# Törökország művészete
Törökország művészete alatt a szeldzsuk és oszmán-törökök által létrehozott kisázsiai és európai kultúrát értjük, azaz a szűkebb értelemben vett török művészetet. Lásd még: török művészet, iszlám művészet. A mai Törökország területének korábbi kultúráit lásd: Trója, urartui művészet, hettita művészet, ókori görög művészet, bizánci művészet.

## Művészeti korszakok

### Szeldzsuk birodalom művészete (11. századtól)
A szeldzsukok birodalma hosszabb-rövidebb ideig magába foglalta Közép-Ázsia, Mezopotámia, Szíria és Palesztina vidékét; elhódítva Bizánctól Kisázsiát, székhelyévé Konyát tette. A birodalom nagy kiterjedése következtében művészetét helyi hagyományok sokasága alakította. A szeldzsukok kultúrájában a perzsa hatás volt a legerősebb. Szakrális építészetük legfontosabb emlékei a mecsetek, melyeknek típusaiban hagyományos formák érvényesültek, kialakult azonban a sajátos szeldzsuk mecset: keresztény mintára többhajós bazilika mintájára épített muszlim templom és a nomád hagyományokat őrző, faoszlopokon álló mecset. Legjelentősebbek az iszfaháni Melik Sah nagymecset (1088-89); a konyai Alaeddin (1212-21) és az Indzse Mináreli dzsámi (1256). A silváni Ulu-dzsámi a későbbi, centrális alaprajzú, kupolás típus korai példája. A mecsetek belső falait és a kaput fajanszmozaikkal, kőfaragással díszítették, a minareteket téglamozaikkal. A szeldzsuk korban lépett ki az oktatás a mecsetek falaiból, megépültek az első Korán-iskolák (medreszék). Ebből az időből valók az első türbék is, melyeknek formájában belső-ázsiai sátorelemek éltek tovább. Említésre méltó városfalaik és a karavánszerájok. A városok falait kőreliefekkel díszítették. A kisplasztika termékei egyszínű, türkiz mázzal bevont állatfigurák. Erőteljes kínai hatás érvényesült, a 13. században új technika született: színtelen vagy türkiz máz alatt a tárgyat feketével vagy kékkel színezték, gyakran ember- vagy állatalakokkal díszítették. A miniatúrákon mongol hatás érezhető. A fémmegmunkálás gyakori termékei rézzel, ritkábban ezüsttel és arannyal tausírozott bronztárgyak. A szeldzsukok érdeme a szőnyegszövés meghonosítása Kisázsiában.

## Építészet
A török építészet formavilágának alapjai a nép ősi nomád életmódjára vezethetők vissza. Ezeket a motívumokat is felhasználta a perzsa, görög, római, örmény és bizánci hatásokat mutató szeldzsuk építészet, mely főképpen medreszéiről (iskola), karavánszerájairól és türbéiről nevezetes. Az oszmán építészet monumentális jellegét a leghíresebb török építész, Szinán munkáiban is felfedezhetjük. A legjellemzőbb oszmán épületek az impozáns mecsetek, mint például az Edirnei Szelim-mecset, vagy az isztambuli Kék mecset, illetve a pompázatos szultáni és főúri paloták. A modern török építészetre a 18. illetve 19. században virágzó török barokk és oszmán Art-Noveau stílusok is hatást gyakoroltak. A 20. század elején a nemzeti érzelmek feltámadása hozta létre a monumentális nacionalista építészetet, melynek gyökerei a klasszikus oszmán építészetig nyúlnak vissza. Az 1930-as évekre a funkcionalista, eklektikusságot mellőző építészet volt a jellemző, ahogy azt Ankara számos épülete is jól mutatja. Később számos irányzat jött létre, mint például a Sedad Hakki Eldem, illetve a német Paul Bonatz nevével fémjelzett „második nacionalista építészet”, vagy a hatvanas években népszerű újregionalizmus.

## Képzőművészet

### Fotóművészet

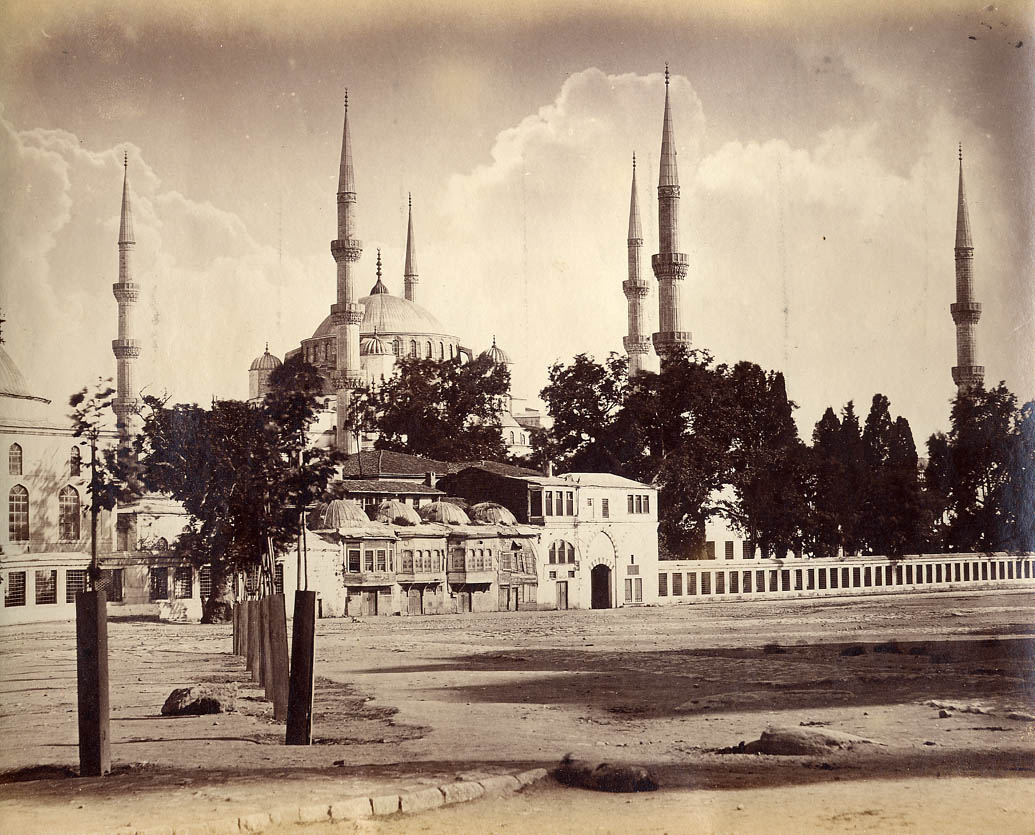
Ahmed szultán mecsetje, cca 1895, az Abdullah-testvérek fényképe

A török fotóművészet kezdeteit az 1800-as évek közepéig lehet visszavezetni. Az iszlám vallás emberábrázolási szabályaiból kifolyólag a fényképezés művészete csak lassan terjedt az Oszmán Birodalomban, kezdetben kizárólag nem muszlim vallásúak művelték, és leginkább a szultáni palota megbízásából dolgoztak. Az Oszmán Birodalomban mintegy 150, nem muszlim fényképész által működtetett stúdió létezett. A 21. században már több olyan török fényképész is van, akik világszerte ismertek és elismertek.

## Előadóművészetek

### Színházművészet

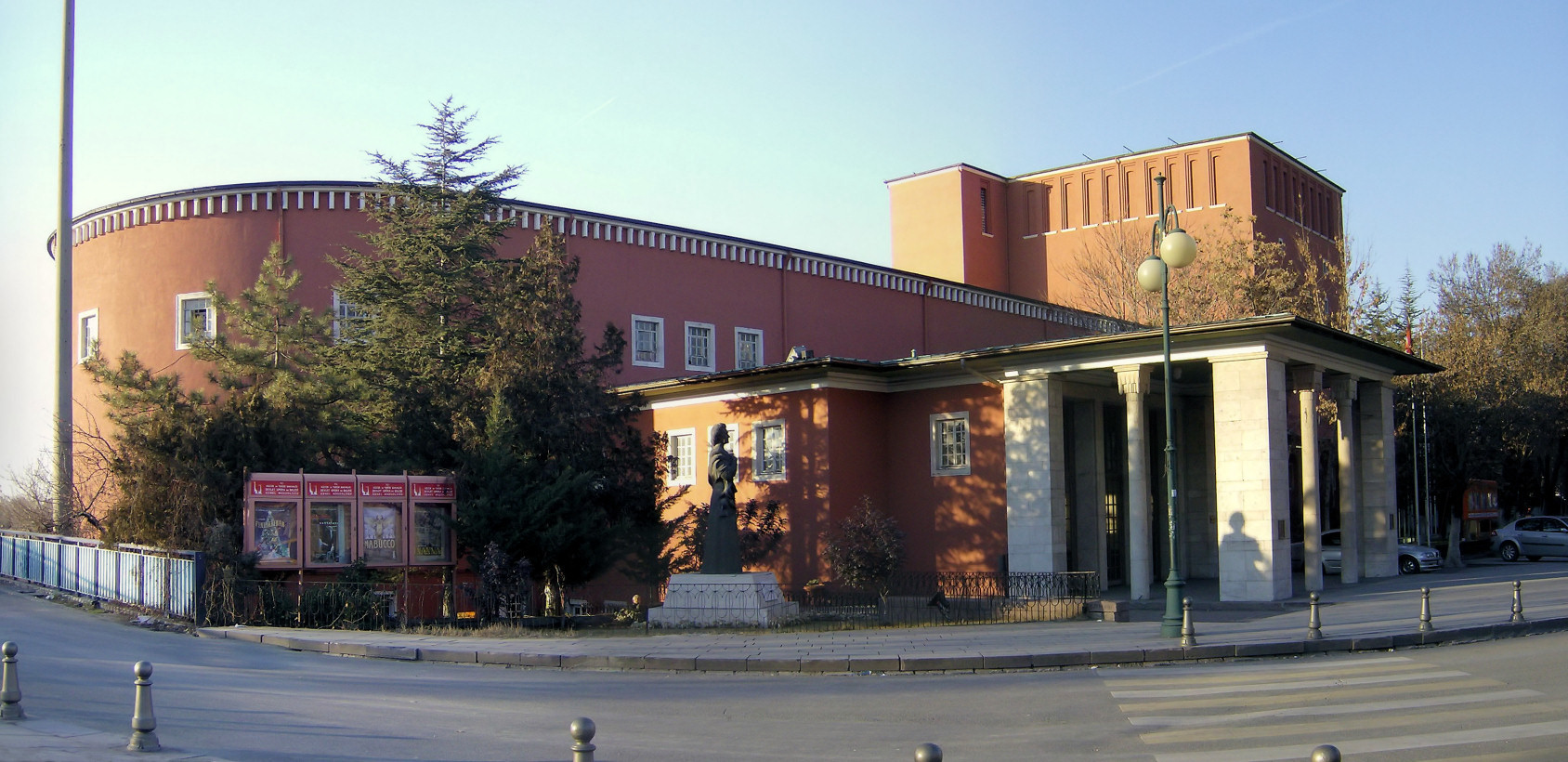
Az Ankarai Állami Operaház épülete

Törökországban élénk a színházi élet, vannak állami színházak és magán színi társulatok. Az állami színházakat az Állami Színházak Intézete (Devlet Tiyatroları) felügyeli. Jelenleg 37 társulat tartozik ide, az ország nagyobb városaiból. Az intézet célja többek között a török drámaírók segítése, a török színdarabok külföldi népszerűsítése, a színházkultúra terjesztése. Az állami és magánszínházak mellett az egyes városok önkormányzatai is tartanak fenn színházakat. Az állami színházakból sok színész a televízióban is játszik, az egyik legismertebb ilyen színész Levent Kırca. A legjelentősebb drámaírók között tartják számon Ferhat Sensoyt és Orhan Asenát. A színészeket, rendezőket, dramaturgokat, jelmeztervezőket állami konzervatóriumokban képzik.
A török opera története egészen az oszmán időkig nyúlik vissza, az Európában népszerű műfaj a szultáni udvart is elérte a 18. században. Giuseppe Verdi néhány operáját például előbb mutatták be Isztambulban, mint Olaszországban. Atatürk köztársaságának első török operáját 1934-ben mutatták be Özsoy címmel. Atatürk támogatta a török zenei életet, megalakult az Elnöi Szimfonikus Zenekar és sorra nyíltak a zeneiskolák és konzervatóriumok. Az 1960-as évekre más nem csak Ankarának volt operatársulata, de Isztambulnak, İzmirnek és később Antalyának is.

### Filmművészet

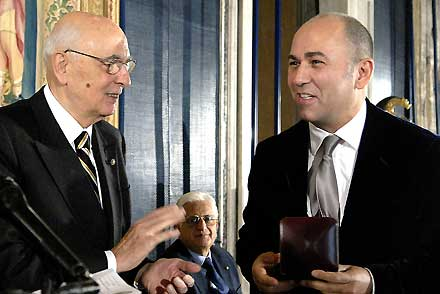
Ferzan Özpetek (jobb oldalon), az egyik legismertebb török filmrendező

Néhány évvel azután, hogy az első filmvetítések megkezdődtek Európában, a film elérte az Oszmán Birodalmat is. Először csak a szultán számára volt elérhető, magánvetítések formájában, 1908-tól azonban sorra nyíltak a nyilvános filmszínházak is, többségük külföldi vagy kisebbségi tulajdonban volt. Az első török filmnek Fuat Uzkınay katonatiszt Ayos Stefanos'taki Rus Abidesinin Yıkılışı („A Szent Sztefanosz-beli orosz szobor ledöntése”) című munkáját tartják. Az első török filmekre erőteljes hatást gyakorolt a színház. A befolyásmentes, „igazi” filmművészet kezdete az 1950-es évekre tehető. 1952-ben rendezték az első török filmfesztivált, melynek első díját Lütfi Akad Kanun Namına („A törvény nevében”) című filmje nyerte el. Az 1960-as évek a török filmművészet aranykorának kezdeteként is tekinthető, évente mintegy 60 filmet készítettek ekkor, melyek többsége társadalmi és gazdasági problémákkal foglalkozott. Az 1960-as évek végén a televízió megjelenése a török filmművészetre is kihatott. Az 1980-as években rohamos fejlődés kezdődött, és a török filmek már a nemzetközi fesztiválokra is eljutottak. A társadalmi problémák mellett megjelentek a pszichológiai témákat és a nők jogait boncolgató alkotások is. Az 1990-es években kevesebb, de jobb minőségű filmet készítettek, ennek oka pedig a filmművészet oktatásában rejlik: ekkor vezették be az egyetemeken a filmművészeti karokat, és kezdtek el szakembereket képezni. A hollywoodi és európai filmek nemzetközi népszerűsége kihatott a török filmgyártásra is, a filmek és ezzel párhuzamosan a mozik száma is csökkenni kezdett. Állami támogatással azonban a török rendezők elkezdtek más országok stábjaival közösen dolgozni, aminek következtében a filmgyártás ismét fellendült.
Ma a török filmek egy része Európába is eljut, ilyen például a népszerű stand-up komikus, Cem Yılmaz G.O.R.A. című filmje, mely Magyarországon is megjelent DVD formátumban, vagy a hazai mozikban is vetített Farkasok völgye: Irak című, sok vitát kiváltott akciófilm. A török-európai filmművészet legismertebb alakja az Olaszországban élő, de sokszor török témákat feldolgozó Ferzan Özpetek, akinek legismertebb filmje a Törökfürdő. Ugyancsak ismert török rendező a Németországban született Fatih Akın, akinek Fallal szemben című filmje több díjat is nyert. Akın másik érdekes alkotása a Crossing the Bridge: The Sound of Istanbul című műve, mely Isztambul zenei életébe kalauzol, olyan török sztárok segítségével, mint Sezen Aksu, az Eurovízió-győztes Sertab Erener vagy a török rap királyának tartott Ceza.
Törökországban minden évben több filmes fesztivált is rendeznek, ezek közül a legnagyobb presztízzsel az antalyai Altın Portakal (Arany Narancs) és az Uluslararası İstanbul Film Festivali (Nemzetközi Isztambuli Filmfesztivál) rendelkezik.
Törökország a XXI. században kezdett készíteni teleregény és szappanopera műfajú tévéfilmsorozatokat, amelyek egyre népszerűbbek lettek világszerte, így a műfaj szülőhazájában, Latin-Amerikában és Magyarországon is. Az első, Magyarországon is megjelent török sorozat az Ezel volt.

### Zeneművészet

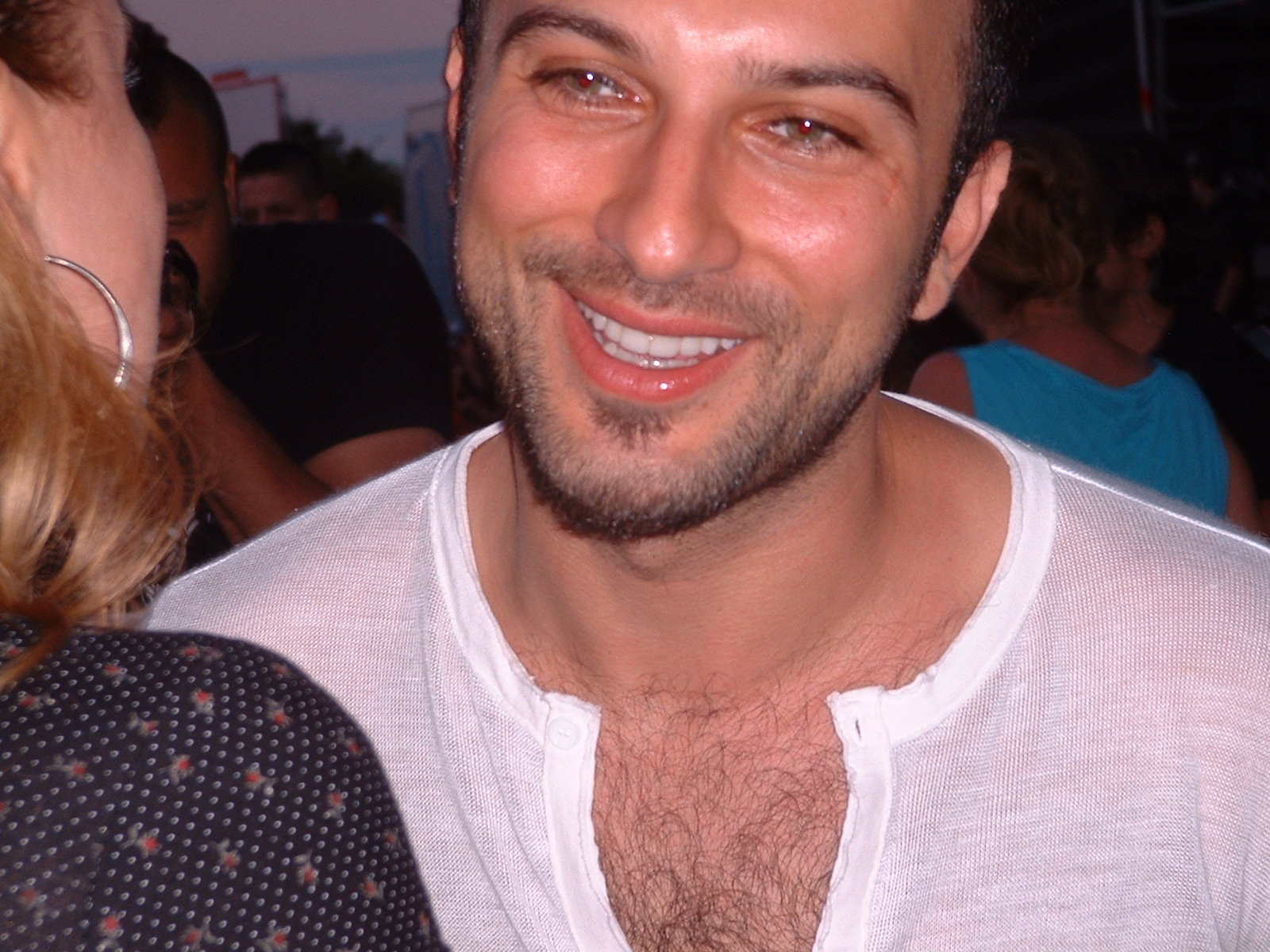
Tarkan, 2006.

Törökország tradicionális zenéje két fő hagyományhoz kötődik, melyek szorosan összefüggenek, mégis eltérő jellegűek. Az egyik a török népzene, melyet az anatóliai, balkáni és közel-keleti népek kultúrája határoz meg. A török népzene nem csak a közép-ázsiai türk népek zenéjére támaszkodik, de erőteljes kölcsönhatásban van a régió más népeinek zenéjével is. A másik zenei tradíció, a török klasszikus zene az oszmán elit társadalom zenéjét tükrözi, melyre erősen hatottak az iszlám (különösen az arab és a perzsa) kultúrák.
Az Oszmán Birodalom korában a török klasszikus zenét a palotákban játszott zene jelentette, míg a népzene a falvakban játszott zene volt. 1923-ban, a köztársaság kikiáltásával új korszak kezdődött: az új köztársaság céljai között szerepelt többek között az ország modernizálása és a nyugati kultúra támogatása, így az oszmánnak maradványnak nyilvánított isztambuli székhelyű klasszikus zene helyett a törökösnek számító anatóliai zenei világot népszerűsítették. Mindemellett támogatták a nyugati klasszikus zene terjesztését is, az ország modernizálásának egyik lépcsőfokaként.
Az 1960-as években a nyugati populáris zene Törökországot is elérte, törökül a hafif-batı müziği (könnyű nyugati zene) nevet kapta. A kommunista eszmék világméretű terjedésének következtében a török művészek a modern dallamokat népzenei elemekkel ötvözték, létrehozva az ún. anatóliai rock műfaját.
Az 1970-es években elkezdődött a városiasodás: vidékről egyre többen költöztek a munkahelyet biztosító nagyvárosokba (leginkább Isztambulba), ám nagyon sokan nem tudtak hozzászokni az új környezethez, az urbanizációhoz, és ennek következtében létrejött egy új zenei műfaj, az arabeszk, „a szenvedés zenéje”, melyet néhány szakember az oszmán klasszikus zene „elferdítésének” minősített. Az arabeszk (Arabesque) zene a török népzene és a közel-keleti zene fúziója. A növekvő baloldali közösségek létrehozták saját protest-zenei stílusukat, az „özgün müzik” azaz szabad zenét. A katonai kormányzat ideje alatt mind az arabeszk, mind az özgün zenét „elkorcsosodottnak” minősítették, és a török klasszikus zenét részesítették előnyben.
Az 1990-es évek elején lett népszerű a nyugati stílusú popzene, a világra nyitó modernizációs tendenciáknak köszönhetően. A popzene növekvő népszerűsége olyan nemzetközileg is ismert sztárokat emelt a magasba, mint Tarkan vagy az Eurovíziós Dalfesztivál győztese Sertab Erener.
A török népzene az 1990-es évek végén ismét középpontba került, és egyre népszerűbb.

### Táncművészet
Törökország hivatalos néptáncegyüttesét, az Állami Néptáncegyüttest 1975-ben alapították. A társulat több mint 50 országban lépett már fel, repertoárjában az összes régió főbb táncai megtalálhatóak. A néptáncot az Atatürk Kulturális Központokban is oktatják, és több magán tánccsoport is létezik. A néptáncokat a modern táncokkal ötvöző leghíresebb török társulat az Anadolu Ateşi, akik percenkénti 241 lépésszámukkal Guinness-rekordot döntöttek.